# Тригорша
Тригорша — деревня в восточной части Порховского района Псковской области. Входит в состав сельского поселения «Полонская волость».
Расположена в 6 км к северо-востоку от города Порхов и в 1 км к северу от волостного центра Полоное.
Численность населения составляет 26 жителей (2000 год).
К югу от деревни есть остановочный пункт пригородных поездов РЖД — Льносовхоз.